# Distretti e quartieri di Los Angeles

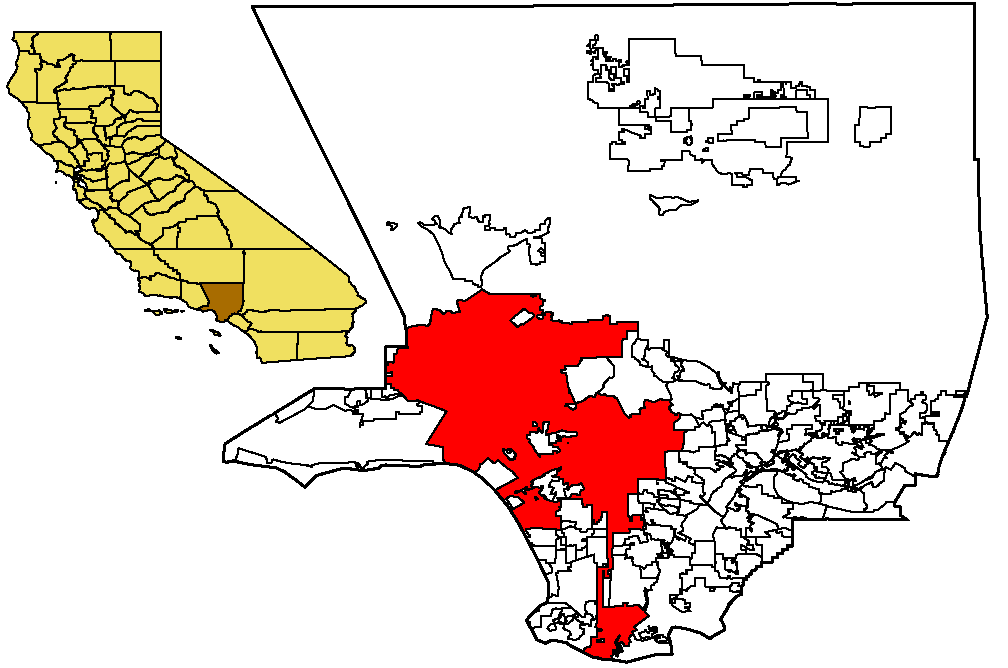
Mappa con i confini (in rosso) della città di Los Angeles, a sinistra come parte della contea di Los Angeles

Los Angeles di notte, vista dall' osservatorio Griffith (Griffith Observatory). Downtown Los Angeles è visibile sulla sinistra.

Questo è un elenco dei distretti e dei quartieri della città di Los Angeles, in California. I distretti sono organizzati in regioni.

## Introduzione

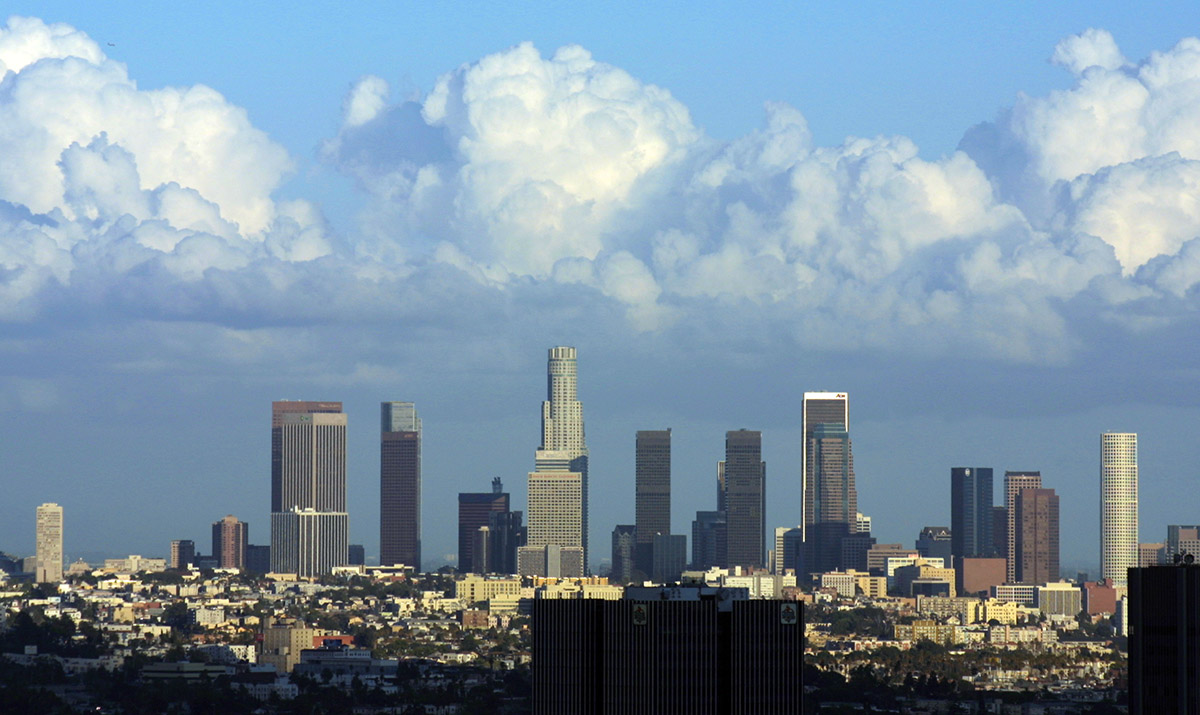
Lo skyline di Downtown Los Angeles

I distretti e i quartieri di Los Angeles possiedono un grado di differenziazione tra di loro proporzionale alla estensione di quella che è la città più estesa del mondo. Con la rapida crescita della città, con processi di annessione e di sviluppo orizzontale, vennero infatti uniti distretti spesso costituiti da comunità dotate di identità culturali anche diverse come Venice, Hancock Park o Silver Lake e Boyle Heights.
Molti dei distretti di Los Angeles sono dotati del proprio ufficio postale. In qualche altro caso, l'ufficio postale statunitense (lo United States Postal Service) ha designato il nome dell'ufficio postale con lo stesso nome del distretto. In questi casi il nome della comunità può essere utilizzato come parte dell'indirizzo da indicare sulle lettere e non occorre quindi specificare che si tratti di Los Angeles.
La scrittrice Dorothy Parker definì Los Angeles come "72 sobborghi in cerca di una città". Questa mancanza di coesione è dovuta sia a fattori culturali e storici che a fattori più pratici: esistono infatti significative differenze a livello di valore delle proprietà immobiliari da un quartiere a un altro. Nella San Fernando Valley alcune comunità si sono separate da quelle esistenti per formarne delle nuove. Ad esempio due porzioni del distretto di Van Nuys si separarono andando a creare il distretto di Lake Balboa e Valley Glen mentre una parte di Canoga Park divenne il distretto di West Hills.
La città di Los Angeles ha messo i cartelli stradali con l'indicazione dei nomi delle diverse comunità ma non ne ha ufficialmente definito i contorni. Nel febbraio del 2009 il quotidiano statunitense Los Angeles Times mappò la città in 87 quartieri. Tale numero fu portato a 114 nel giugno dello stesso anno. Nel giugno del 2010 i quartieri erano 272.

## Storia
La città di Los Angeles venne fondata in quella che venne poi chiamata Downtown su un'area dove in precedenza sorgeva un villaggio di nativi americani Tongva chiamato Yang-na (nei pressi del Los Angeles State Historic Park vicino a Chinatown) che divenne in seguito un pueblo spagnolo. La città e la contea iniziò quindi a espandersi radialmente tutto intorno a questo suo primo centro e per questo motivo le regioni presero il loro nome rispetto alla direzione alla downtown. Ad esempio, East Los Angeles non è tutta la parte della città ad est di West Los Angeles, ma la porzione di città ad est della downtown.
Le origini dei quartieri di Los Angeles sono molteplici. Il quartiere Angelino Heights ad esempio, con le sue case in stile vittoriano risalenti agli anni 1880, era posto a poca distanza dalla downtown di los Angeles, mentre il più distante Playa Vista è il quartiere più nuovo.
Chinatown era in origine una comunità di tipo etnico. San Pedro fu invece in precedenza una città indipendente che votò per l'annessione a Los Angeles e così facendo ottenne come beneficio l'accesso all'acqua di Los Angeles che in cambio poté contare del porto di San Pedro.
La città di Los Angeles è coperta da diversi prefissi telefonici (o telephone Area Codes). L'Area Code 213 include i quartieri della Downtown di Los Angeles. La maggior parte delle rimanenti aree della parte centrale di Los Angeles ha l'Area code 323 (inclusi Hollywood, Mid-Wilshire e il South Los Angeles). L'Area code 310 e Area code 424 coprono la parte ovest di L.A., il Westside e la Harbor Area o area del porto. Infine le Area code 747 e 818 coprono i quartieri della San Fernando Valley.

## Distretti

### Downtown Los Angeles

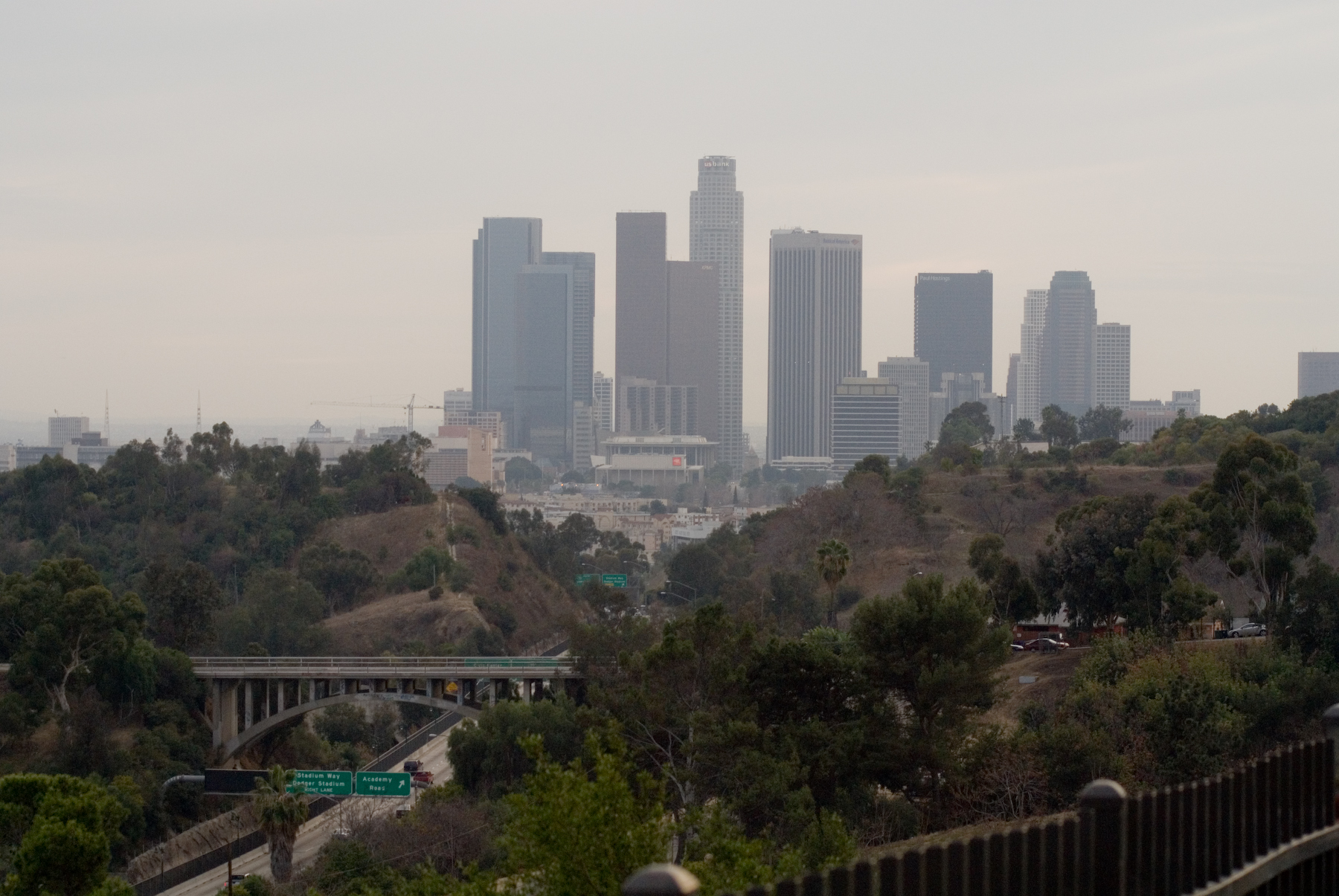
Downtown vista dall'Elysian Park

La celebre porta di Chinatown (Chinatown gate)

Downtown Los Angeles identifica il centro geografico, governativo e storico di Los Angeles. Sebbene questa sia la regione dell'area di Los Angeles con dimensioni minori, essa include una grande varietà di quartieri diversi tra loro spaziando dai moderni grattacieli del Financial District alle strutture storiche dell'Historic Core, per arrivare alle enclave etniche di Chinatown e Little Tokyo. Sono presenti molte attrazioni culturali e luoghi di intrattenimento. La Downtown è anche il centro del trasporto locale e regionale ed è dotato di alcune autostrade che la attraversano. La stazione ferroviaria Union Station connette i treni regionali con gli autobus locali e la Metropolitana di Los Angeles.
- Arts District
- Bunker Hill
- Chinatown
- Civic Center
- Fashion District
- Financial District
- Los Angeles Flower District
- Furniture and Decorative Arts District
- Gallery Row
- Historic Core
- Jewelry District
- Little Tokyo
- Old Bank District
- Skid Row
- South Park
- Toy District
- Wholesale District

### Est e Nordest Los Angeles

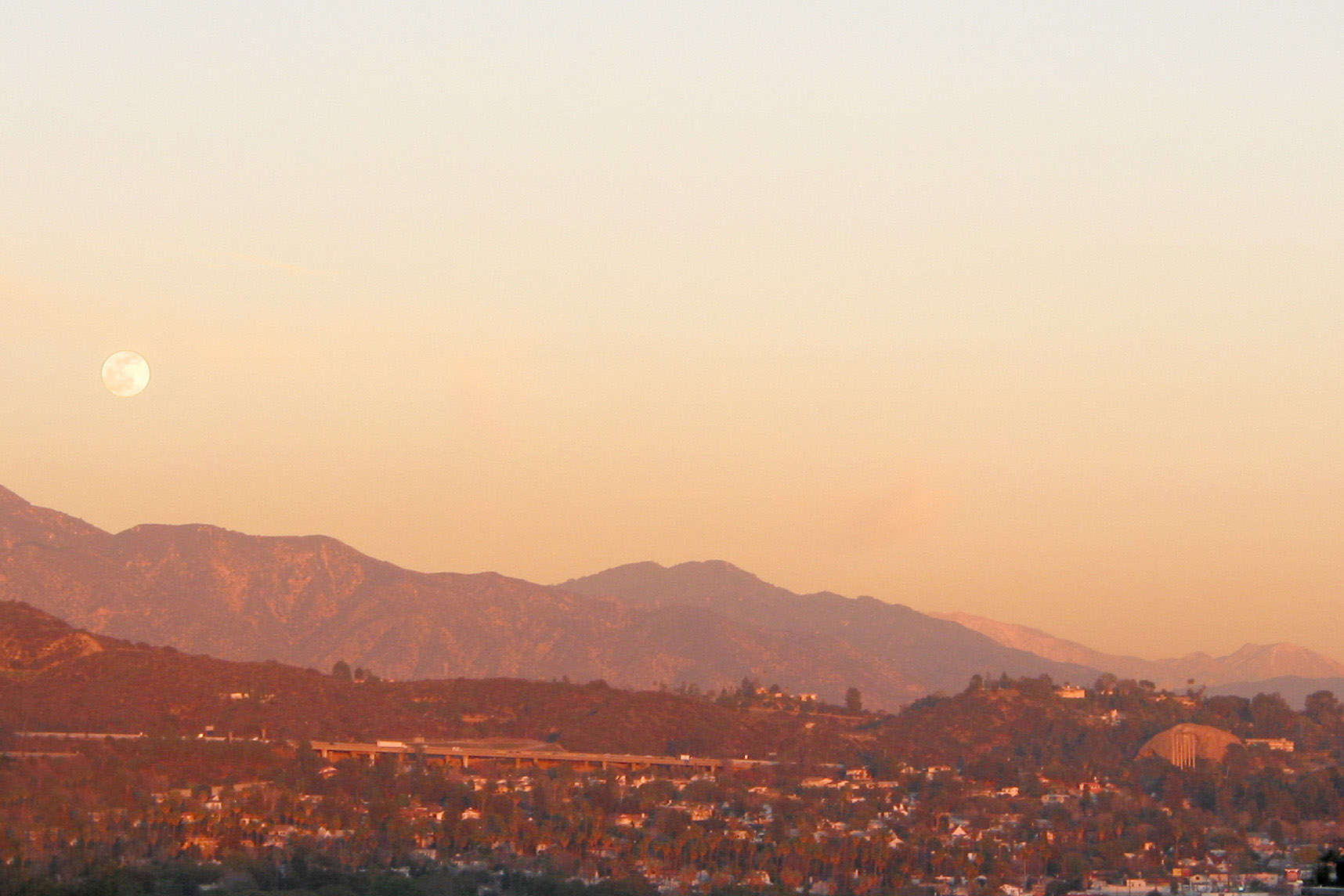
Vista su Eagle Rock.

Ad est ed nordest della downtown Los Angeles ed il fiume Los Angeles si trova la regione di Est Los Angeles. La regione a volte può essere definita in modo da includere le aree adiacenti al di fuori dei confini della città di Los Angeles, come Montebello ed East Los Angeles. Le comunità elencate sotto si trovano tutti all'interno della città di Los Angeles. Molti dei quartieri di questo distretto hanno una popolazione latino-americana mentre in alcuni quartieri la popolazione è composta da un mix di razze.
Ad esempio nella parte nord di Montecito Height sono presenti molti discendenti di italiani e di francesi. Ad Eagle Rock la popolazione è costituita da Latino-americani, bianchi e asiatici. A Monterey Hills la metà della popolazione è costituita da bianchi.
- Boyle Heights
- El Sereno
  - Hillside Village (Zona residenziale di El Sereno)
- University Hills
- Atwater Village
- Cypress Park
- Eagle Rock
- Garvanza
- Glassell Park
- Hermon
- Highland Park
- Lincoln Heights
- Montecito Heights
- Monterey Hills
- Mount Washington

### Nordovest della Downtown

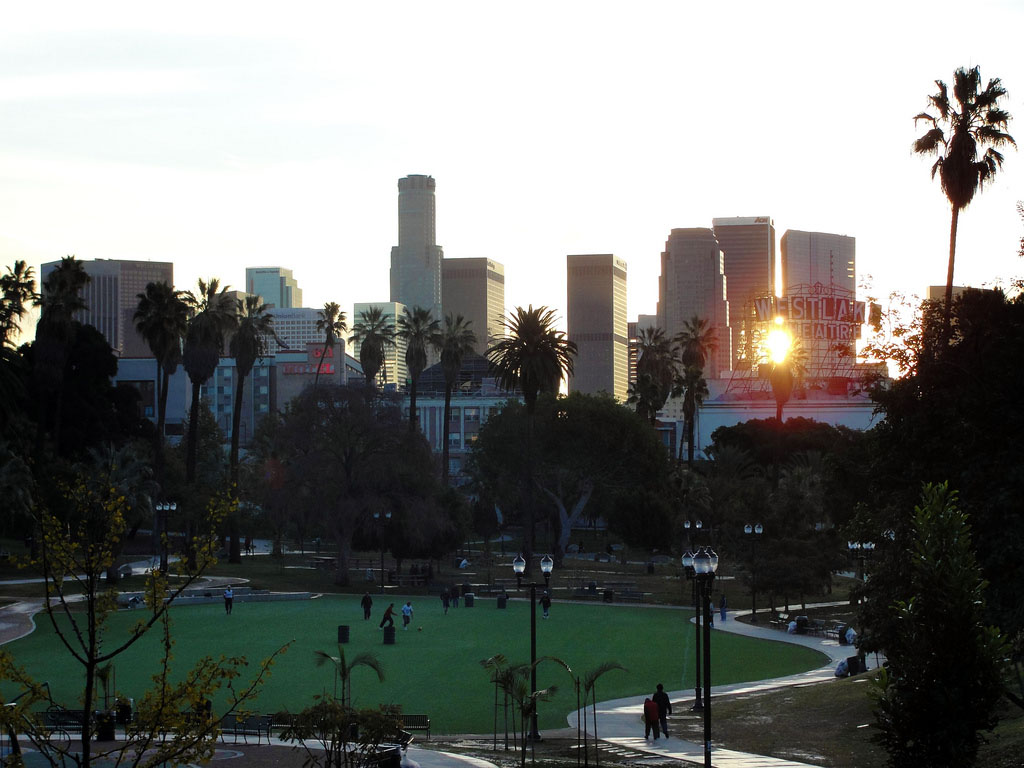
MacArthur Park, con il Westlake Theater e la downtown sullo sfondo.

Ad ovest della downtown si trovano alcuni dei primi e più vecchi sobborghi. Angelino Heights ed Eco Park sono i luoghi dove sorsero alcuni dei primi studi cinematografici ad ovest del fiume Mississippi. Maggiormente popolati da immigrati latino-americani, gran parte della architettura è stata preservata dall'inizio del XX secolo come ad esempio le case vittoriane in Angelino Heights. Questa regione è una delle più densamente popolate di Los Angeles.
- Angelino Heights
- Franklin Hills
- Echo Park
  - Edendale
  - Victor Heights
  - Historic Filipinotown
  - Temple-Beaudry
  - Elysian Heights
- Mission Junction
- Pico-Union
- Westlake
  - MacArthur Park
- Elysian Park
  - Solano Canyon
- Elysian Valley

### Hollywood

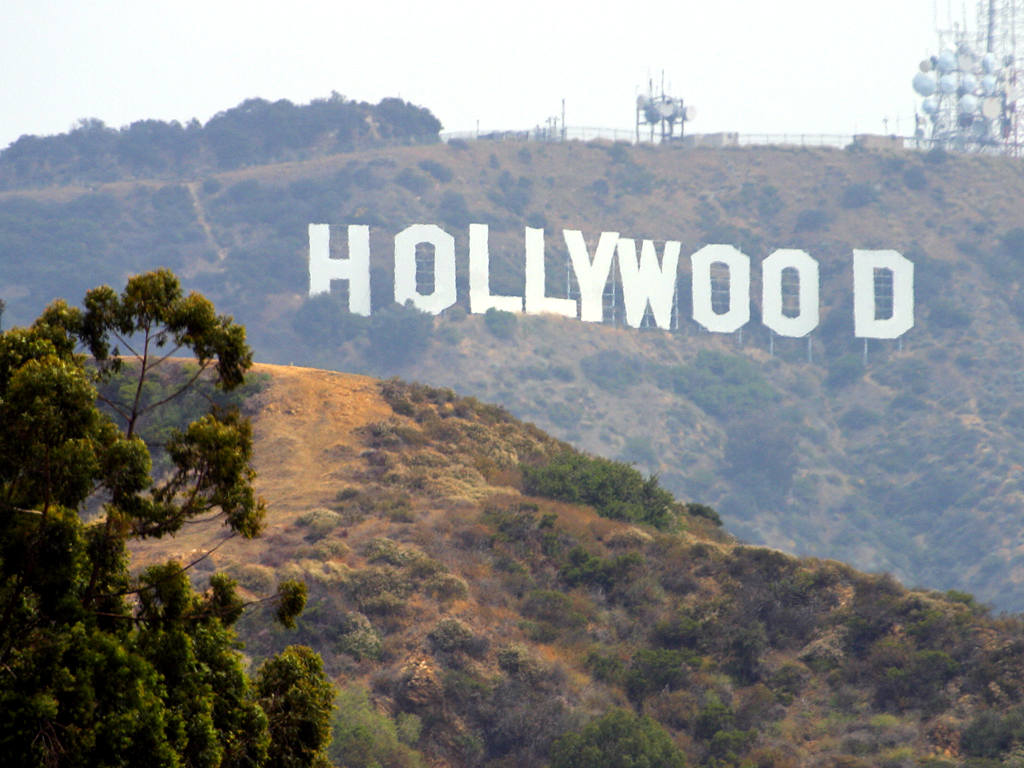
Celebre in tutto il mondo, la Hollywood sign

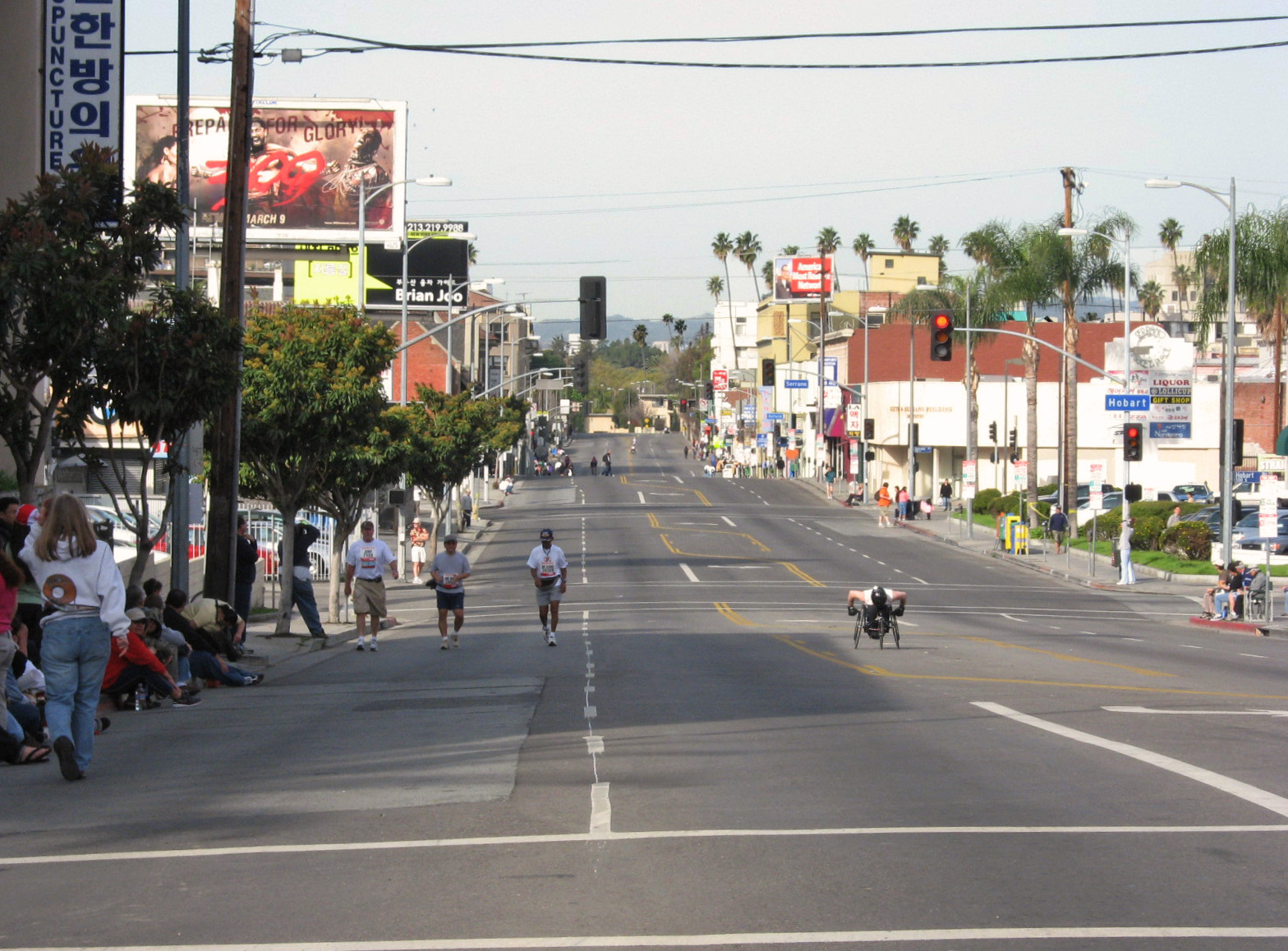
Koreatown

In precedenza una colonia religiosa e poi una città indipendente, Hollywood venne annessa a Los Angeles nel 1910. È nota per la fiorente industria del cinema anche se gran parte della produzione cinematografica si è poi spostata verso le vicine comunità nella regione di San Fernando Valley a Los Angeles. La scritta Hollywood è posta sulle Santa Monica Mountains.
- Hollywood
  - Beachwood Canyon
  - Passo Cahuenga
  - Hollywood Hills
    - Hollywood Dell
    - Whitley Heights
    - Hollywood Heights
    - Laurel Canyon
    - Mount Olympus
    - Nichols Canyon
    - Outpost Estates
    - Sunset Hills

  - East Hollywood
    - Little Armenia
    - Thai Town
    - Virgil Village
- Melrose District
- Melrose Hill
- Sierra Vista
- Spaulding Square
- Yucca Corridor

### Harbor Area

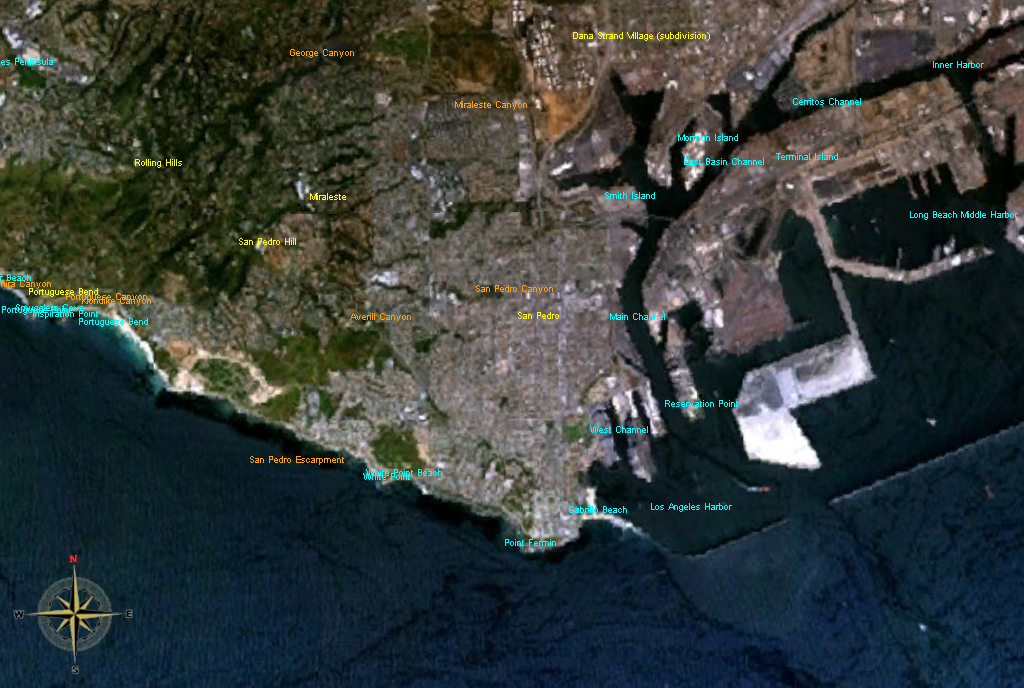
Immagine satellite della Harbor Area

Dall' Harbor Gateway procedendo a sud fino al porto si arriva alla zona del porto detta Harbor Area, un'enclave di Los Angeles, circondata da varie città e paesi.
Il terreno di Harbor Gateway fu annesso alla città di Los Angeles per avere un percorso continuo verso il porto. Il quartiere più importante dell'area è San Pedro.
- Harbor City
  - Harbor Pines
- Harbor Gateway
- San Pedro
  - Palisades
  - Port of Los Angeles
  - Point Fermin
  - South Shores
  - Vista del Oro
  - The Gardens
  - Rolling Hills Highlands
  - Venegar Hill
- Terminal Island
- Wilmington

### Los Feliz e Silver Lake

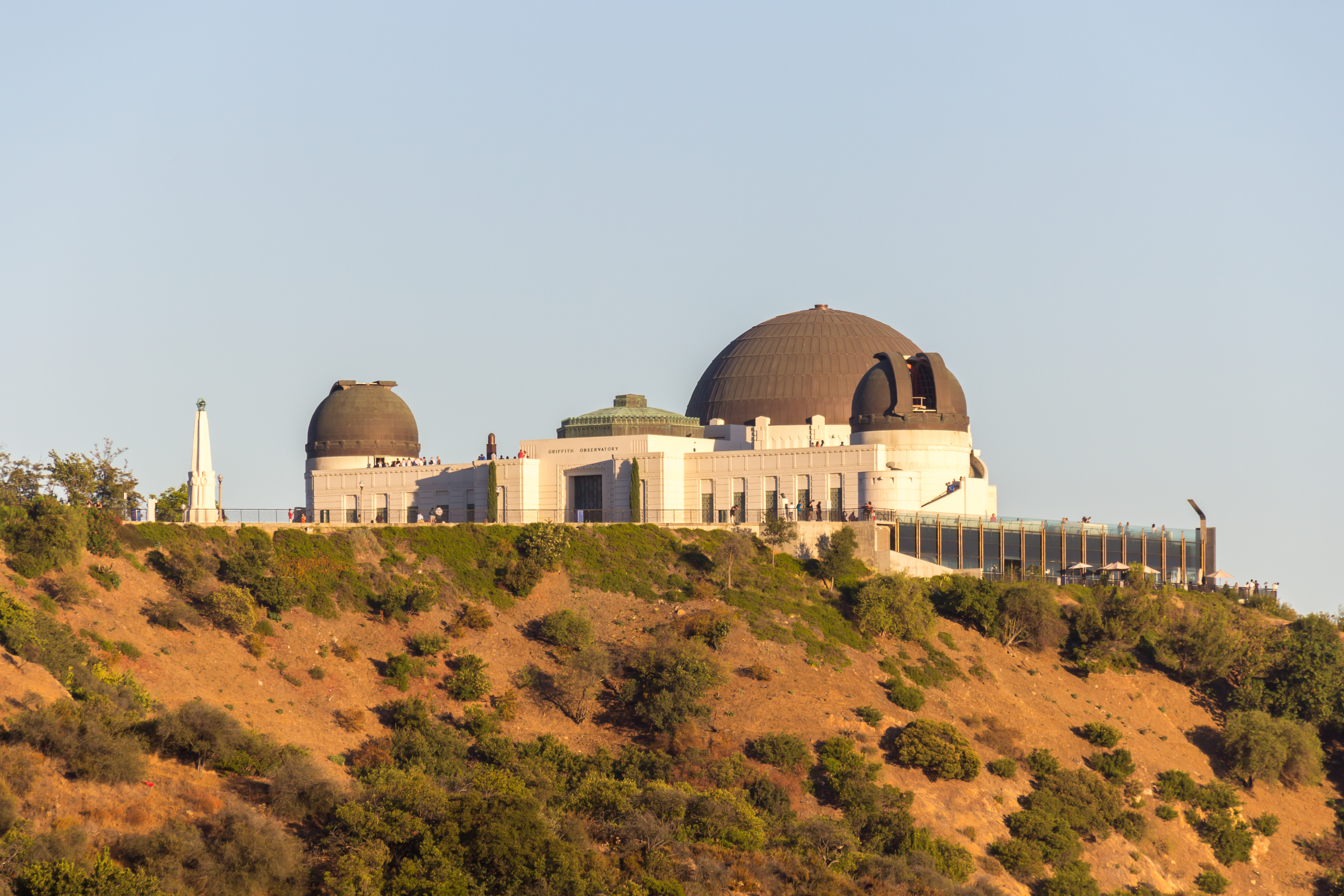
Il Griffith Observatory a Los Feliz

Tra Hollywood ed il fiume Los Angeles ci sono un gruppo quartieri storici che inglobano il Griffith Park, uno dei parchi pubblici più grandi della nazione.
Come avviene per la maggior parte della altre città, le comunità più vicine alle colline sono abitate da persone più abbienti. In questo modo Los Feliz mantiene la sua reputazione di quartiere costoso, mentre altri quartieri più a sud e più vicino al Westlake erano afflitte da guerre fra bande oppure il tasso di criminalità era superiore.
Nell'ultima decade in particolare la zona attorno a Silver Lake Reservoir oggi Sunset Boulevard è oggi associata al concetto di Gentrificazione.
- Los Feliz
  - Franklin Hills
  - Laughlin Park
- Silver Lake
  - Sunset Junction

### Sud Los Angeles

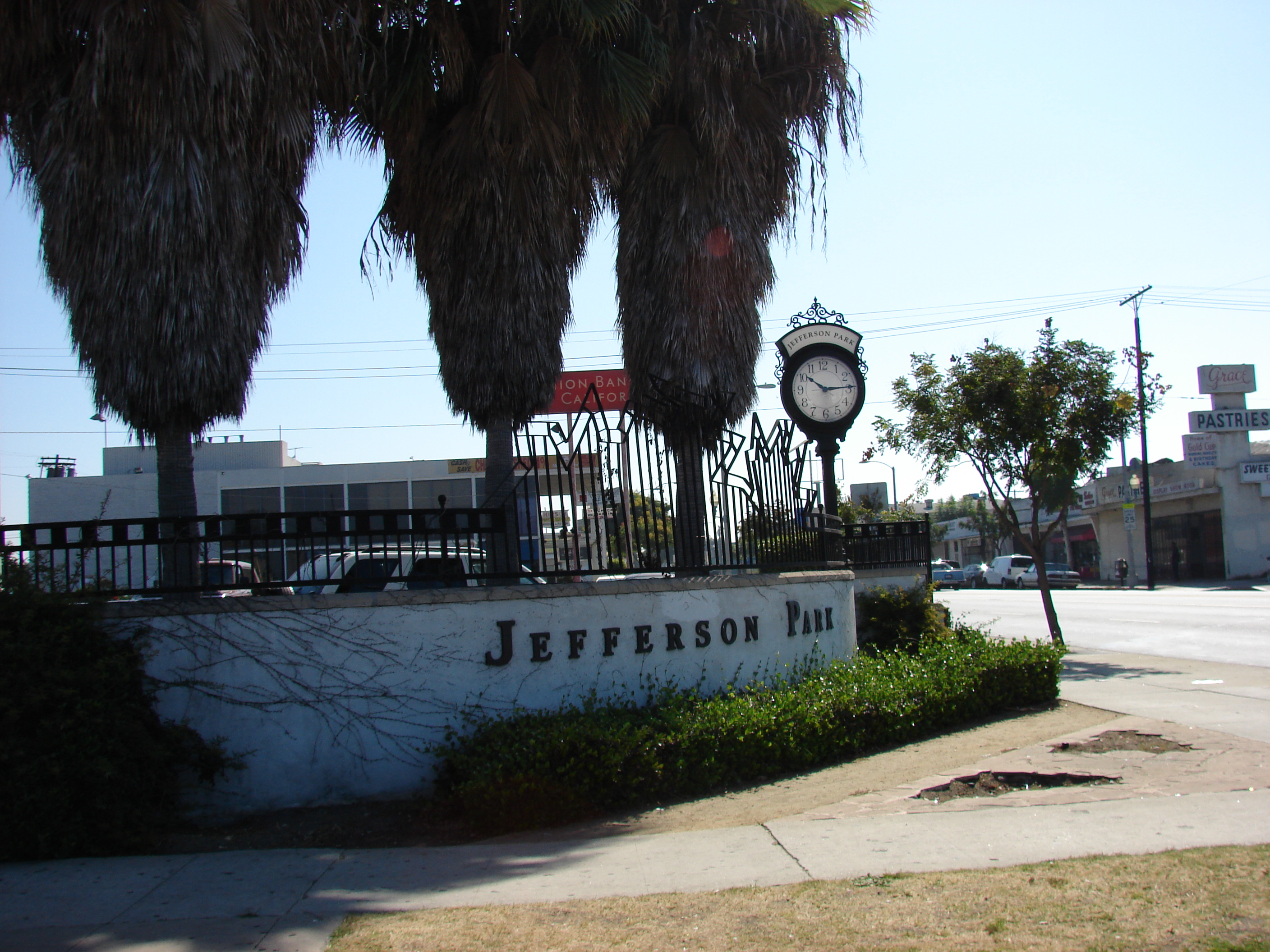
Entrata al Jefferson Park

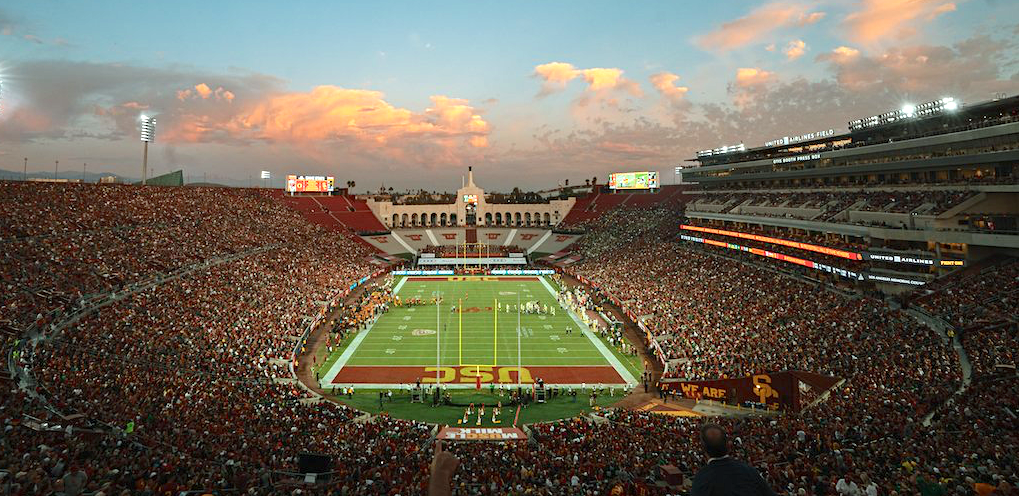
Il Los Angeles Memorial Coliseum

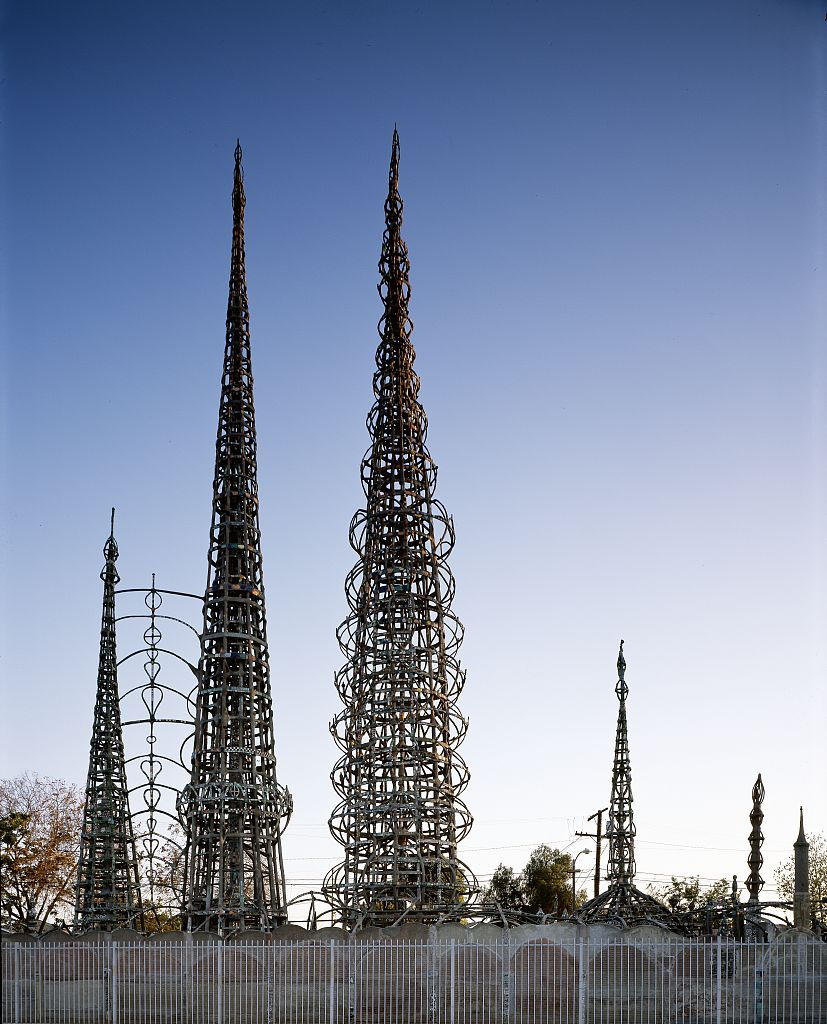
Le Watts Towers

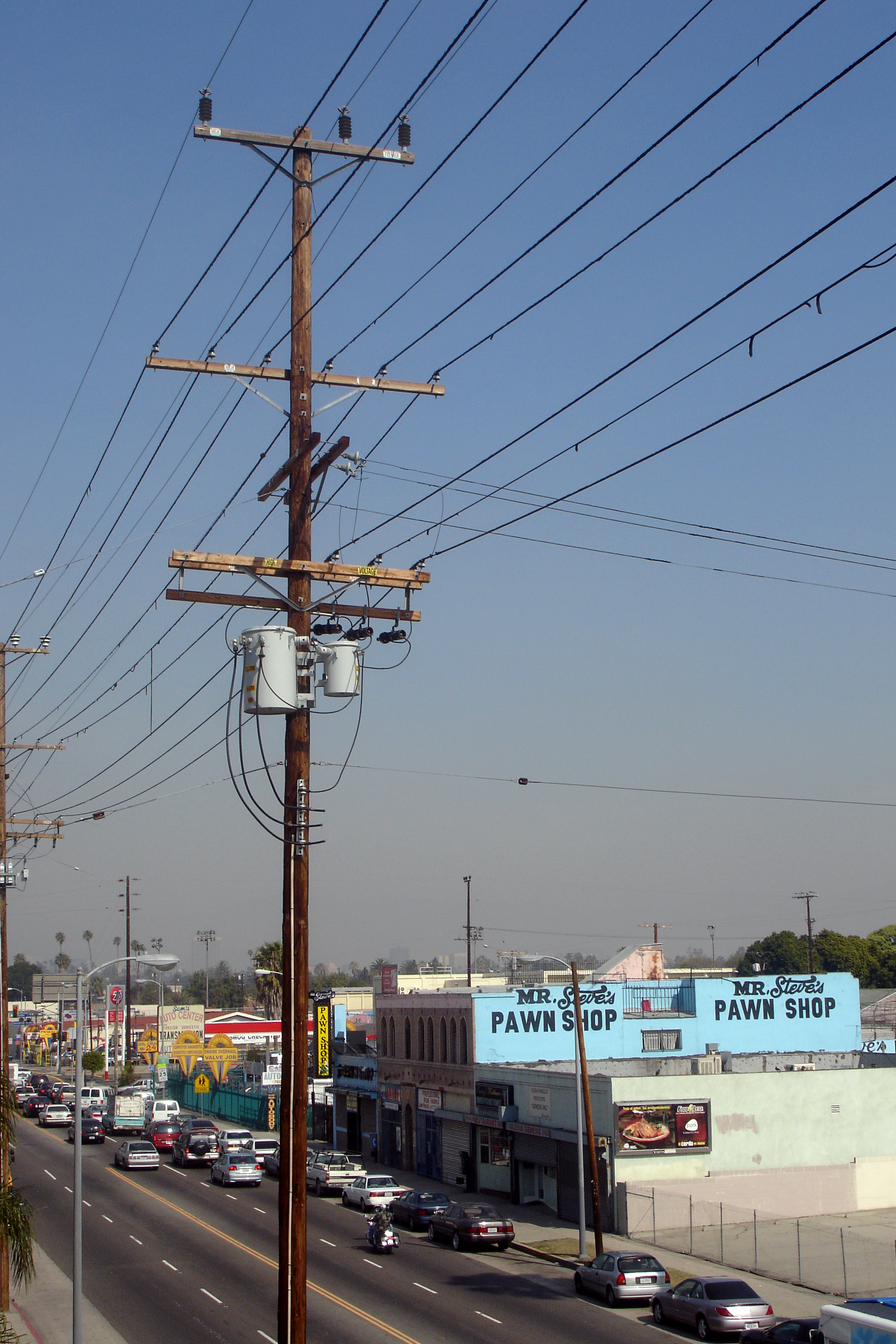
South L.A.

South Los Angeles chiamato anche South Central Los Angeles, include la maggior parte della città direttamente a sud della Downtown. Questa è la zona dove risiede la maggior parte della popolazione afroamericana.
- Arlinton
- Athens
- Baldwin Hills
  - Baldwin Hills Estates
  - Baldwin Village
  - Baldwin Vista
- Broadway Square
- Cameo Plaza
- Canterbury Knolls
- Century Palms
- Chesterfield Square
- Crenshaw
- Crenshaw Manor
- Exposition Park
- Gramercy Park
- Green Meadows
- Jefferson Park
- King Estates
- Leimert Park
- Magnolia Square
- Manchester Square
- Morningside Circle
- Park Mesa Heights
  - Hyde Park
  - Angeles Mesa
  - View Heights
- Vermont Knolls
- Vermont Park
- Vermont Square
- Village Green
- Watts
- West Adams
  - Kinney Heights
  - North University Park
    - Figueroa Corridor

  - Twentieth Street Historic District
  - Van Buren Place Historic District
  - University Park
- West Alameda
- West Park Terrace

### San Fernando Valley

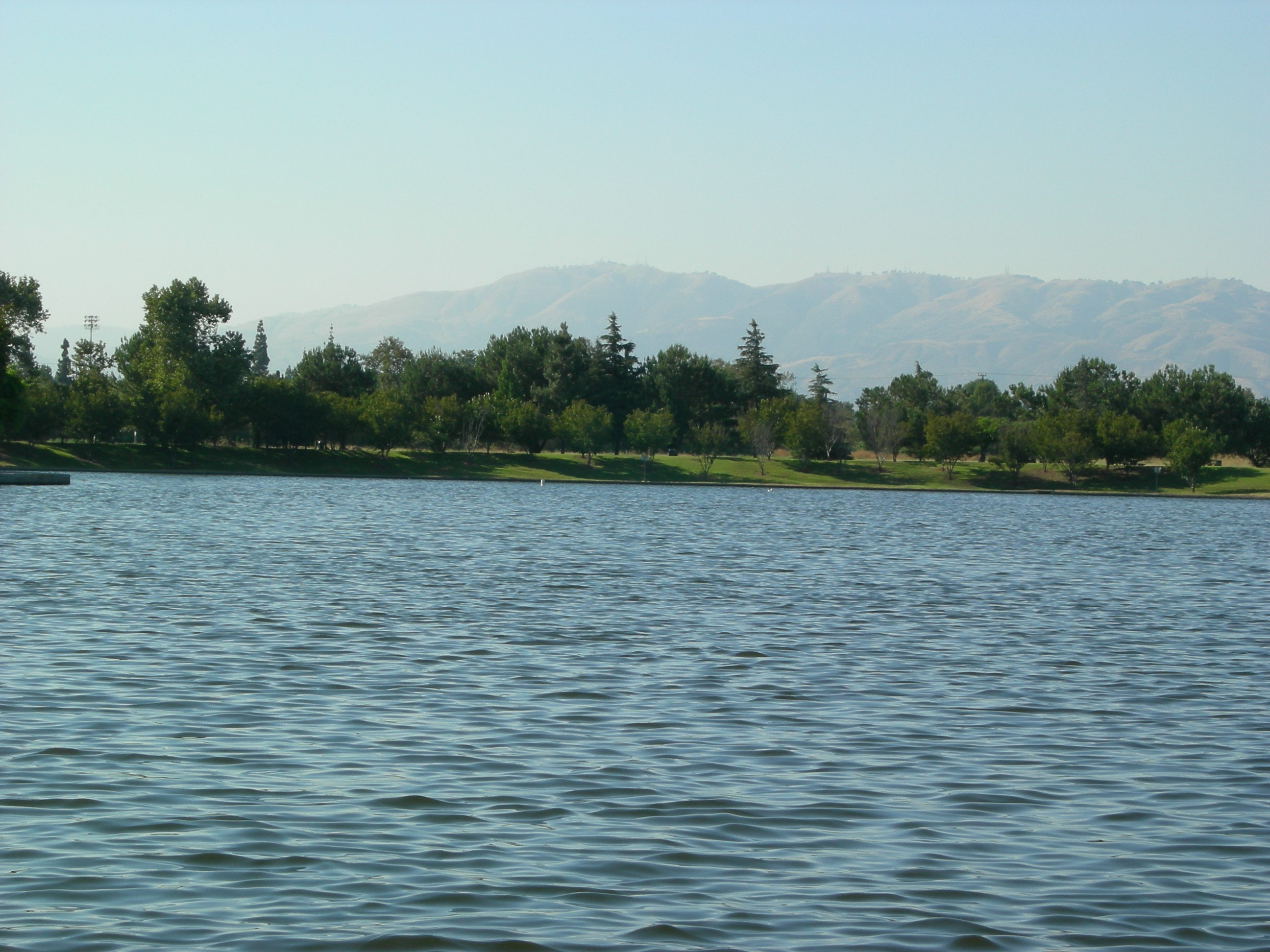
Lake Balboa, stesso nome del quartiere

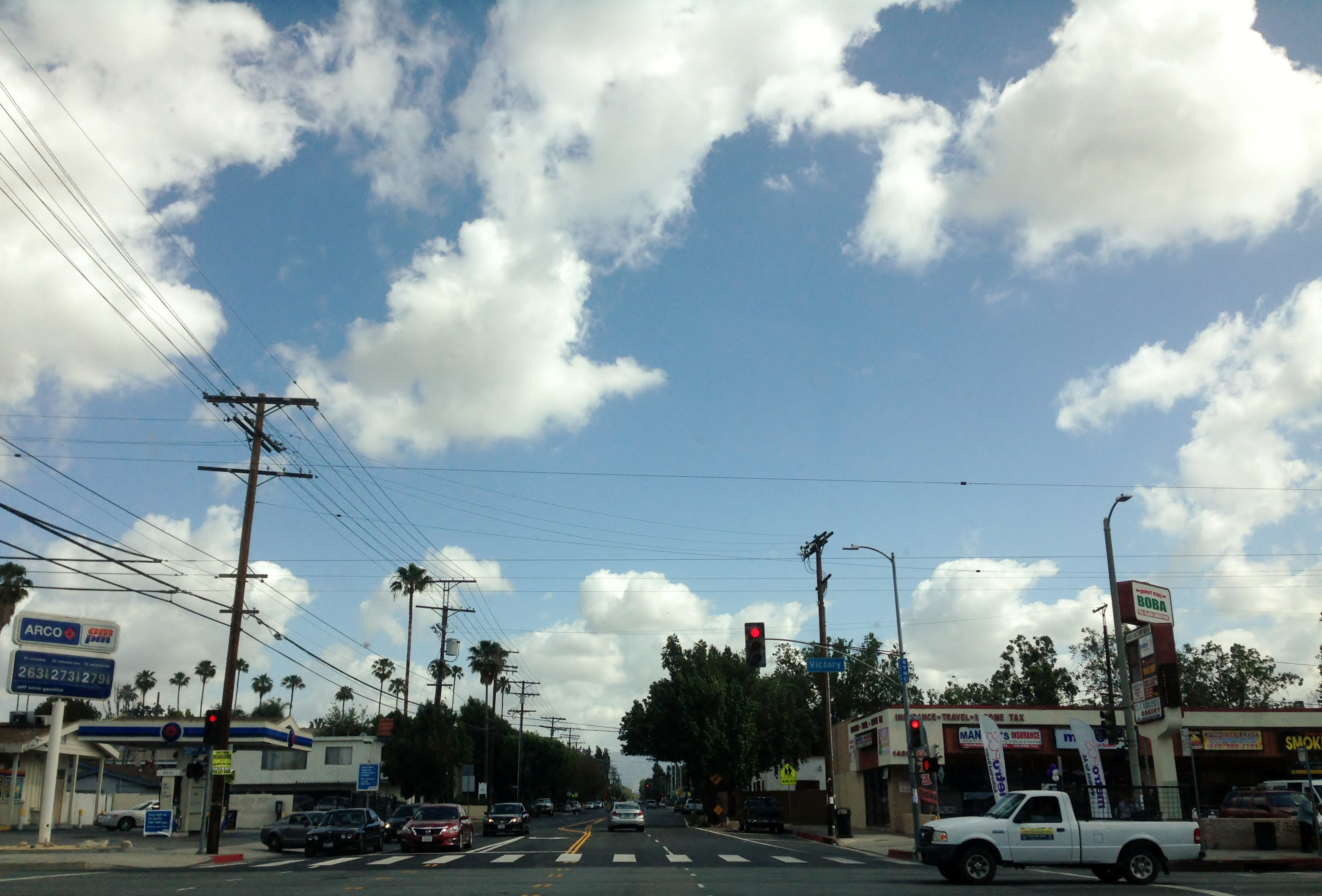
Victory Boulevard a Van Nuys

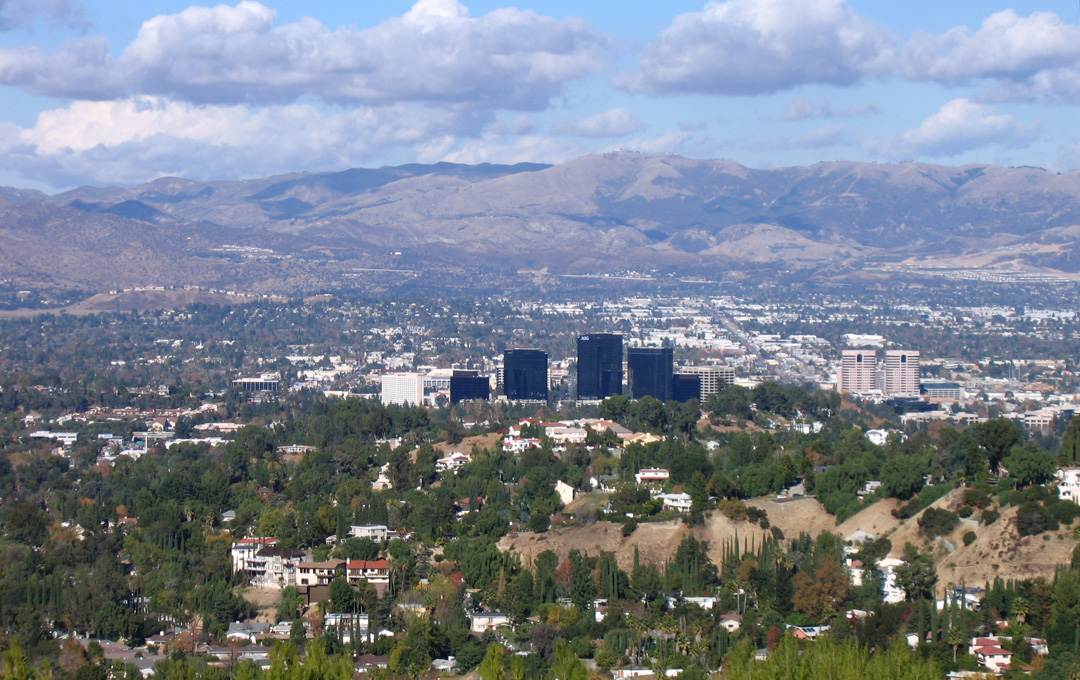
Vista delle Woodland Hills con il Warner Center sullo sfondo.

Il distretto più esteso della Città è il San Fernando Valley, spesso chiamata the Valley, include anche porzioni della Crescenta Valley. Ospita vari gruppi socio-economici. Comprende circa la metà dell'area della città e circa il 40% della sua popolazione. Questa zona è talvolta indicata come North Los Angeles, Mulholland Drive nelle Santa Monica Mountains rappresenta il confine più a sud.
- Arleta
- Balboa Park
- Canoga Park
- Chatsworth
- Encino
- Granada Hills
  - Balboa Highlands
- Hansen Hills
- Knollwood
- Lake View Terrace
- Lake Balboa
- La Tuna Canyon
  - Rancho La Tune Canyon
- Mission Hills, Los Angeles
- North Hills
- North Hollywood
  - NoHo Arts District
- Northridge
- Pacoima, Los Angeles
- Panorama City
- Porter Ranch
- Reseda
  - Reseda Ranch
- Shadow Hills
  - Stonehurst
- Sherman Oaks
  - Sherman Village
- Studio City
  - Colfax Meadows
  - Silver Triangle
- Sun Valley
- Sunland
- Sylmar
  - Olive View
  - Kagel Canyon
- Tarzana
  - Melody Acres (Los Angeles)
- Toluca Lake
  - Toluca Woods
  - West Toluca
- Tujunga
- Valley Village
- Van Nuys
  - Valley Glen
    - Cameron Woods
- Ventura Business District
- Warner Center
- West Hills, Los Angeles
- Winnetka
- Woodland Hills

### West Los Angeles
Vedi anche Westside (Los Angeles)

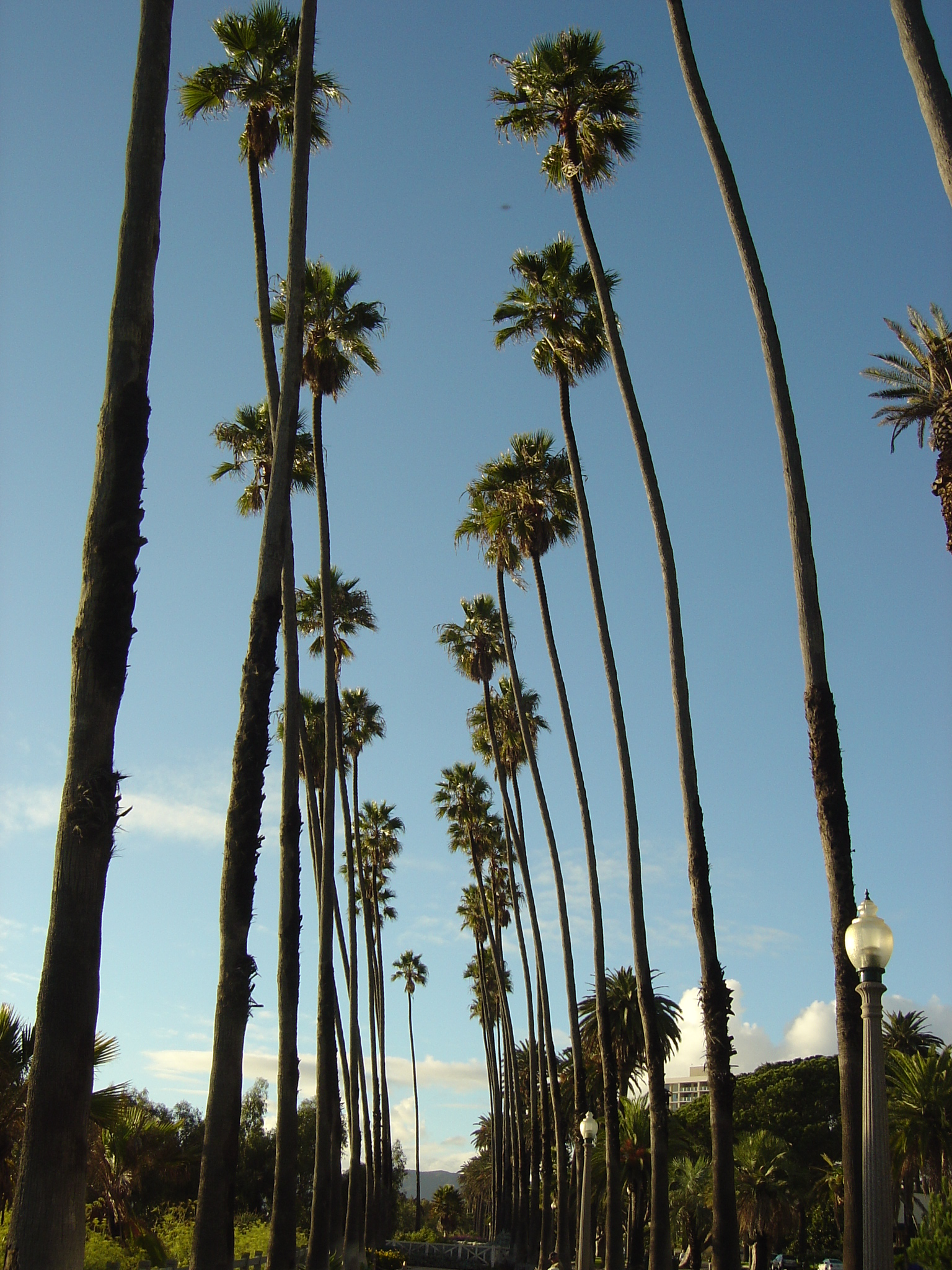
Boulevard con palme nel distretto di West Los Angeles

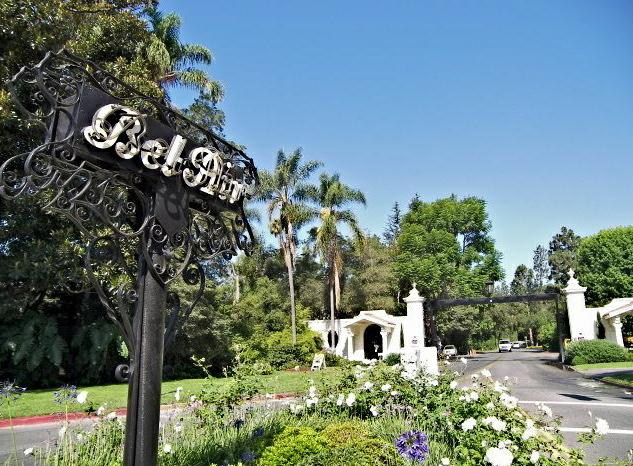
La porta d'entrata a Bel Air

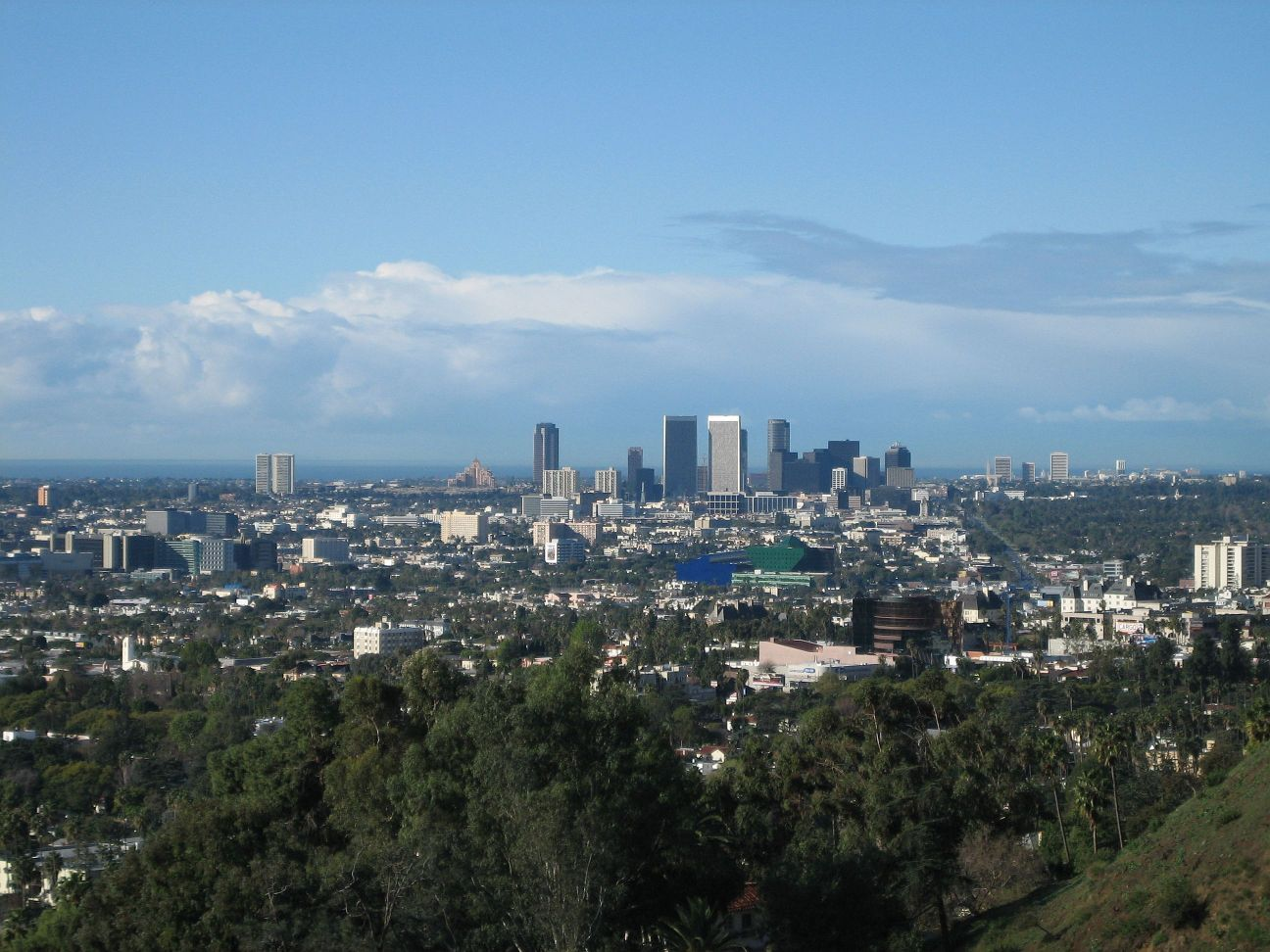
Lo skyline di Century City

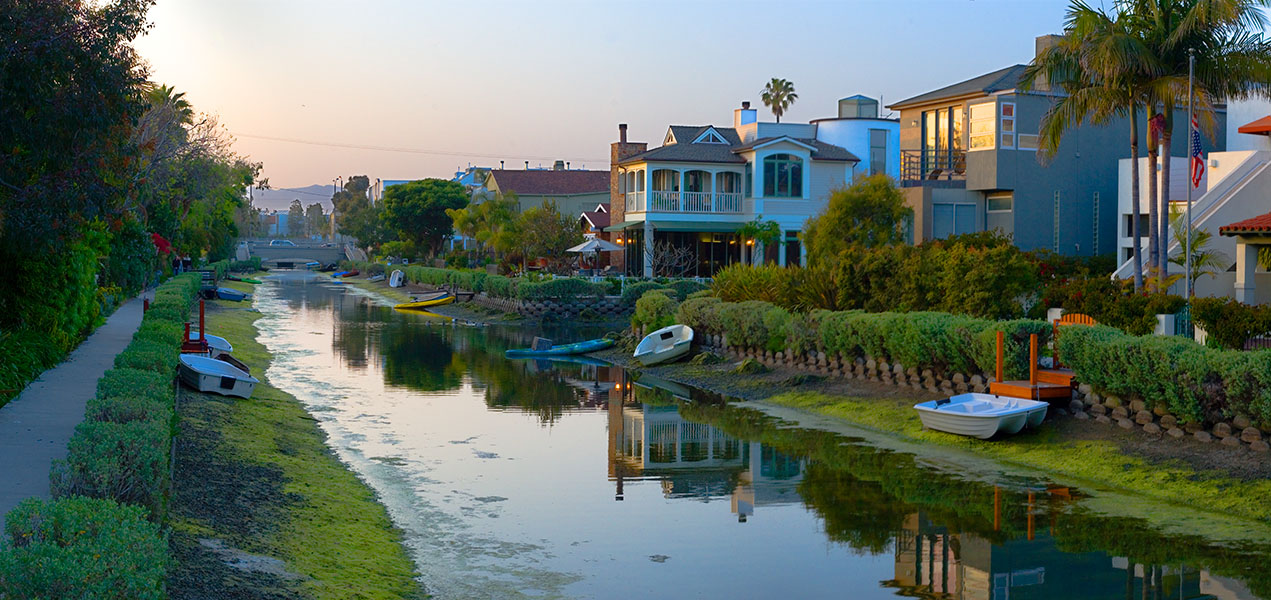
I canali di Venice

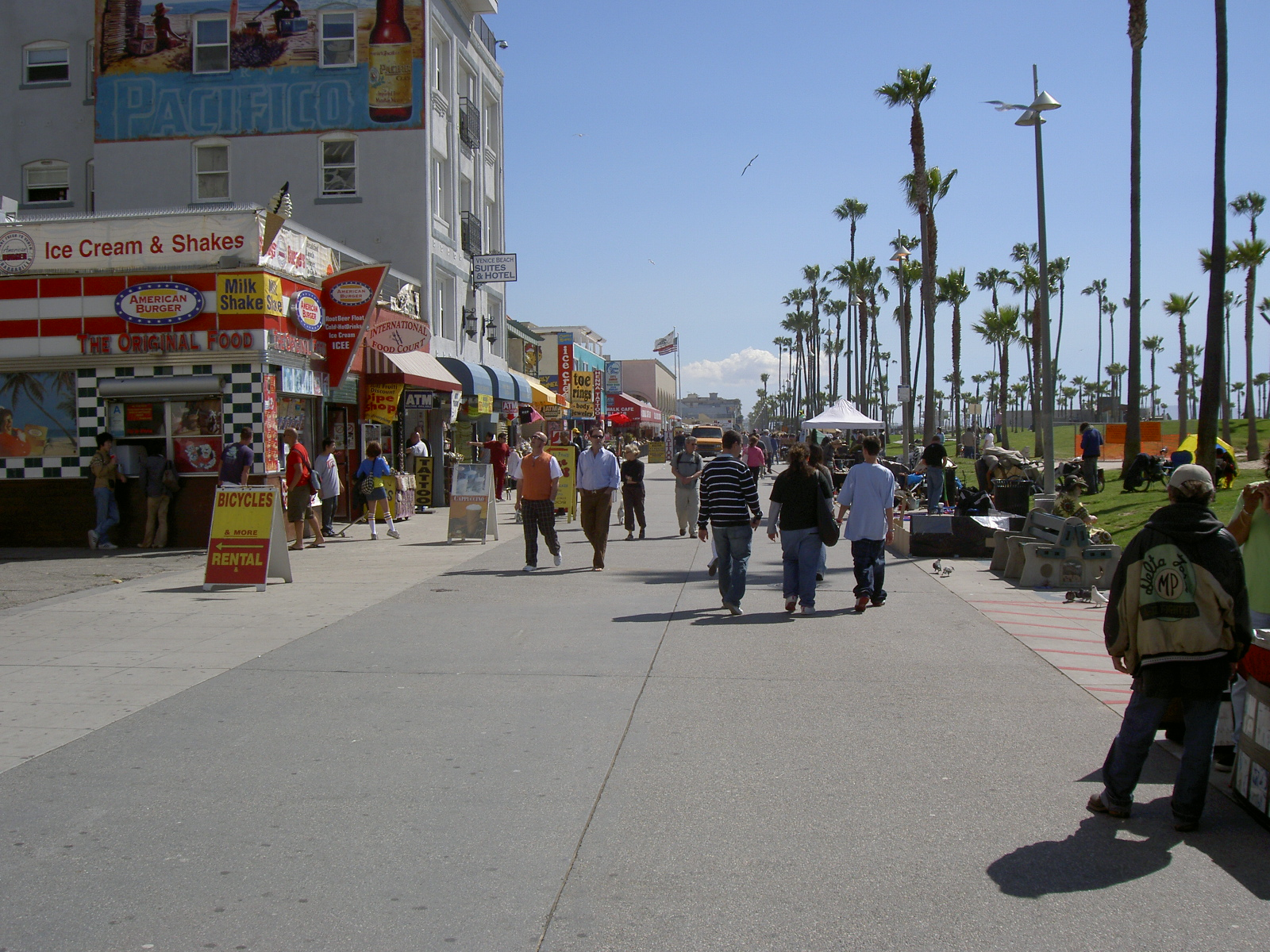
Il Boardwalk di Venice

West Los Angeles è la parte della città compresa tra Beverly Hills, West Hollywood e Wilshire a est, Santa Monica e l'Oceano Pacifico a ovest, le Santa Monica Mountains a nord e Culver City e El Segundo a sud. Anche se l'area è abitata da diversi gruppi socioeconomici, è la zona con la maggior concentrazione di bianchi. Sono presenti i quartieri di Bel Air e Pacific Palisades.
- Bel Air
  - Roscomare Valley
  - Beverly Crest
  - Beverly Glen
  - East Gate Bel Air
  - West Gate Bel Air
  - Upper Bel Air
- Benedict Canyon
- Beverly Hills Post Office
  - Beverly Park
- Beverlywood
  - La Cienega Heights
- Brentwood
  - Brentwood Circle
  - Brentwood Glen
  - Brentwood Park
  - Brentwood Village
  - Bundy Canyon
  - Kenter Canyon
    - Crestwood Hills

  - Mandeville Canyon
    - Westridge Heights

  - South Brentwood
  - Westgate
- Carthay
  - Carthay Square
  - South Cartay
- Century City
- Cheviot Hills
  - Castle Heights
- Crestview
- Del Rey
- Little Ethiopia
- Mar Vista
  - Westdale
- Marina Peninsula
- Pacific Palisades
  - Castellammare
  - Marquez Knolls
  - Huntington Palisades
  - Palisades Highlands
  - Santa Monica Canyon
    - Rustic Canyon
- Palisades del Rey - distretto non più esistente
- Palms
  - Westside Village
- Playa del Rey
- Playa Vista
- Rancho Park
  - Home Junction
- Regent Square
- South Robertson
  - Reynier Village
- Venice
  - Oakwood
  - Venice Canal Historic District
- Westchester
  - Kentwood
  - Aeroporto Internazionale di Los Angeles
  - Loyola Village
  - Manchester Square
  - Westport Heights
- West Los Angeles
  - Sawtelle
- West Pico
  - Faircrest Heights
  - Picfair Village
  - Wilshire Vista
- Westwood
  - Holmby Hills
  - Tehrangeles
  - Westwood Village
  - Westwood North Village

### Wilshire
L'Area di Wilshire si trova a nord della Santa Monica Freeway, sulla Interstate 10, a est di Beverly Hills, a ovest della Downtown e a sud di Hollywood. Nella zona si trovano sia quartieri ricchi che di classe media o popolari raggruppati attorno all'arteria Wilshire Boulevard. I quartieri più ricchi non si trovano sulle colline ma a nord e a sud di Wilshire Boulevard e a est di Beverly Hills.
- Arlington Heights
  - Western Heights
- Carthay
  - Carthay Circle
- Country Club Park
- Fairfax District
- Greater Hancock Park (Los Angeles)
  - Brookside Park (Los Angeles)
  - Fremont Place (Los Angeles)
  - Hancock Park
  - Larchmont
    - Larchmont Village

  - Windsor Square
- Harvard Heights
- La Brea-Hancock
- Lafayette Square
- Miracle Mile
  - Miracle Mile North
  - Miracle Mile South
- Olympic Park
- Oxford Square
- Park La Brea
- Ridgewood-Wilton
- St. Andrews Square
- Sycamore Square
- Victoria Park
- Wellington Square
- West Pico
  - Pico Del Mar
  - Pico Park
  - Wilshire Highlands
- Wilshire Center
  - Koreatown
    - Catalina Heights
    - Little Bangladesh
- Wilshire Park
  - Longwood Highlands
  - Park Mile
  - Windsor Village